# Fundació Nacional Francisco Franco
La Fundació Nacional Francisco Franco (FNFF) (oficialment en castellà: Fundación Nacional Francisco Franco) és una organització no governamental espanyola que declara com a objectius la difusió de la personalitat de Francisco Franco i dels assoliments del seu règim, així com el foment de la investigació sobre l'Espanya de Franco.
La Fundació va saltar a la fama el 2003, quan es va denunciar en els mitjans de comunicació l'existència de subsidis estatals per a la informatització del seu arxiu quan sols es permet l'accés als seus fons a historiadors relacionats amb l'extrema dreta.

## Història

### Subvencions públiques
Al novembre de 2002, el Govern espanyol de José María Aznar va rebre crítiques d'alguns polítics i mitjans de comunicació per haver concedit la majoria d'ajudes públiques a diversos projectes de l'entitat enfront d'altres organitzacions. Gonzalo Anes, director de la Reial Acadèmia de la Història, va defensar aquestes ajudes basant-se en que la informatització dels arxius històrics -fi a què anaven dirigides les subvencions de 150.000 euros-, la faci qui la faci, sempre és bona per a facilitar la feina dels historiadors mentre aquests arxius romanguin públics, circumstància que ha estat motiu de controvèrsia.
Per una banda, l'entitat argumenta que no ho impedeix però diversos historiadors, per exemple Javier Tusell i Andreu Mayayo, van denunciar que la fundació sí que els ho impedia i obstaculitzava la consulta dels seus fons, a diferència del permís d'accés que obtenien historiadors relacionats amb l'extrema dreta. El 22 de novembre de 2002 Mayayo va enviar per escrit una denúncia dels fets a la llavors ministra de Cultura espanyola Pilar del Castillo.
El 2003, el govern d'Aznar va tornar a subvencionar la fundació, i Mayayo va reiterar que no va rebre resposta i que havia enviat la denúncia a la ministra, en la qual es feia constar que, tot i que va acudir a l'arxiu franquista degudament acreditat, només va aconseguir veure algunes fotocòpies de documents públics i un despatx de l'agència EFE «ja coneguts i que poden trobar-se als arxius de l'Administració». També va denunciar que no se li va permetre consultar l'índex de l'arxiu, amb l'argument que no existia. Tampoc va poder veure cap carta, manuscrit ni anotació personal de Franco.

### Escultura d'ARCO
El 16 de febrer de 2012, aquesta institució va iniciar els tràmits per denunciar Eugenio Merino per l'escultura Always Franco exposada a l'edició d'ARCO de 2012. La denúncia va ser desestimada el 17 de juliol de 2013.

### Pazo de Meirás
Al voltant de juny de 2017 la fundació va començar a gestionar les visites al Pazo de Meirás, palau propietat de la família Franco al municipi de Sada i reclamat per la ciutadania i la Junta de Galícia presidida per Alberto Núñez Feijóo. Tot i el rebuig generalitzat, la fundació va advertir que utilitzaria el palau per a elogiar la grandesa de Francisco Franco, fet que va ser durament recriminat i fins i tot van ser multats per la Junta, declarant que donessin el Pazo si no volien complir la llei, ja que en cap cas donarien diners per l'immoble. De la mateixa manera, el Govern espanyol de Mariano Rajoy va declarar que donaria suport a totes les accions per aconseguir la titularitat pública del monument. També va donar el seu suport la coalició Xunta Pro Devolución do Pazo de Meirás integrada per diversos ajuntaments, la Diputació de la Corunya, la Universitat de la Corunya i altres organitzacions i asociaciones.

### Censura a Alemanya
El 2021, i seguint la legislació federal alemanya, la xarxa social Twitter restringia poder visualitzar el perfil oficial i els continguts pujats per la fundació, però només per als usuaris que ho consultin des d'aquest territori.

### Intent d'il·legalització
El 2024, el Ministre de Cultura espanyol Ernest Urtasun va fer públic en una entrevista a RAC1 que el Govern d'Espanya estava en procés de tramitar la il·legalització de la fundació. En concret, va dir que el Ministeri de Cultura documentaria en un informe tècnic l'incompliment de la fundació de la Llei de Memòria Històrica, obriria un expedient en què l'organització podria defensar la seva perspectiva i finalment l'Advocacia de l'Estat s'hauria de posicionar respecte de la qüestió.